# Stefanów (powiat tomaszowski)
Stefanów – wieś w Polsce położona w województwie łódzkim, w powiecie tomaszowskim, w gminie Rokiciny. Znajduje się przy drodze wojewódzkiej nr 716 (7 km na południe od Koluszek).
W latach 1975–1998 miejscowość należała administracyjnie do województwa piotrkowskiego.